# Schloss Arthies

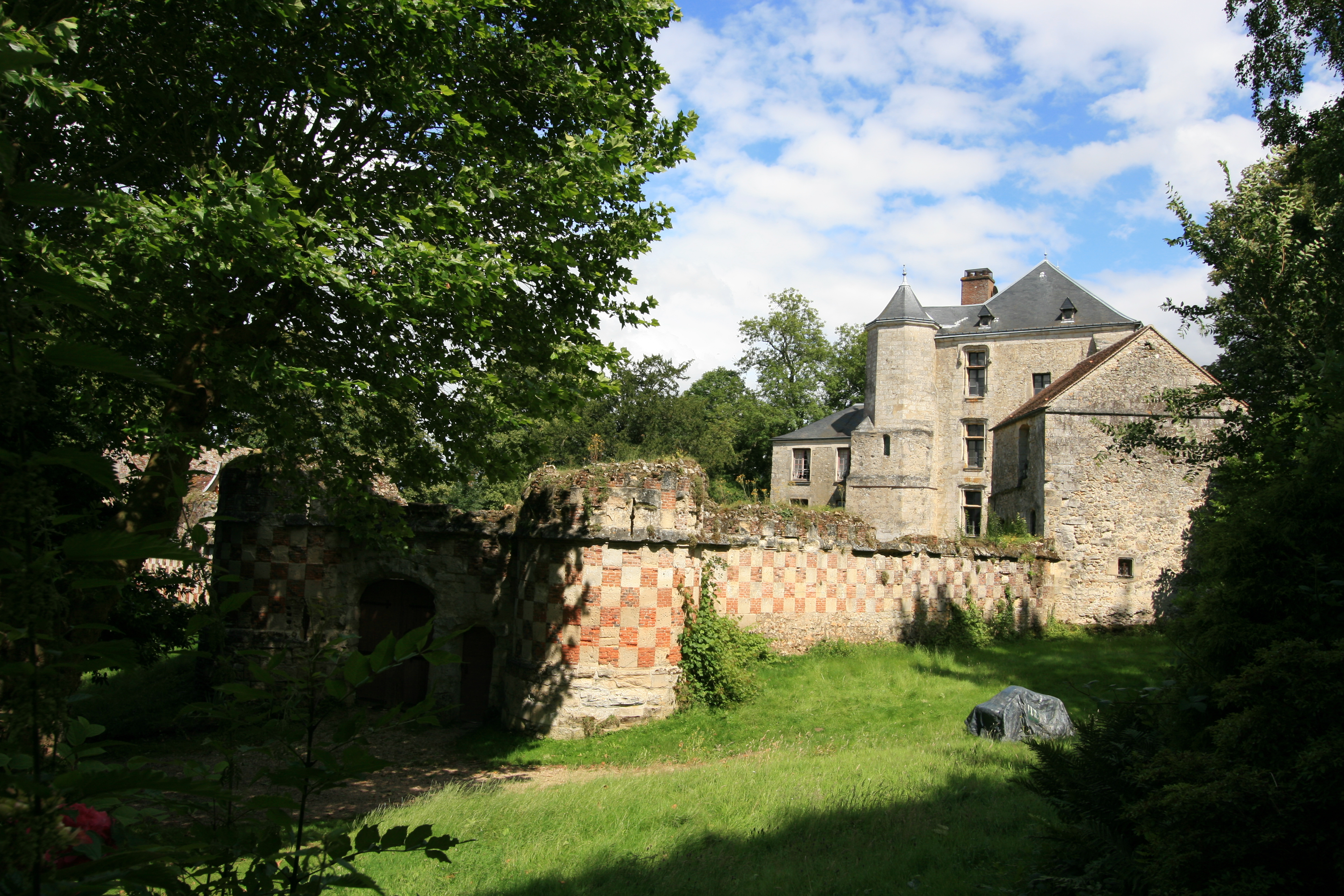
Schloss Arthies, Ansicht von Südwesten

Das Schloss Arthies (französisch Château d’Arthies), auch Manoir des Tourelles oder Château des Tourelles genannt, steht in Arthies, einer französischen Gemeinde im Département Val-d’Oise in der Region Île-de-France. Das Bauwerk am Ortsausgang Richtung Mantes-la-Ville wurde in der ersten Hälfte des 15. Jahrhunderts errichtet und steht seit Januar 1948 als Monument historique auf der Liste der Baudenkmäler in Frankreich.

## Geschichte
Das Schloss erhielt seinen Namen von dem Waldgebiet Bois d’Arthies, das ein königliches Jagdrevier war. Entsprechend sind die Wurzeln des Schlosses auch in einem Jagdschloss zu finden. Das Gebiet gehörte zu einer Seigneurie, die im 14. und 15. Jahrhundert im Besitz der Familie Théméricourt war. Um 1430 ließ sie an der Stelle einer Burg ein neues Gebäude bauen. Die Erbin der Familie verkaufte den Besitz 1490 an Bertin de Silly de La Roche-Guyon, maître d’hôtel des französischen Königs Ludwig XI. Bertin ließ die Anlage Ende des 15. oder Anfang des 16. Jahrhunderts umbauen sowie erweitern und gab ihr damit im Wesentlichen die heutige Gestalt. Die Familie Silly wurde von der Familie La Rochefoucauld beerbt, deren Güterverwaltung sich bis zum Ende des Ancien Régimes im Schloss befand.
In den 1950er Jahren und erneut in den 1980er Jahren führte die Besitzerfamilie White umfassende Restaurierungsmaßnahmen an der erhaltenen Bausubstanz durch. Die heutigen Eigentümer, Corinne und Hugues Flochel, öffnen ihr Schloss für Besuchergruppen und am Tag des offenen Denkmals.

## Beschreibung
Die Gebäude der Schlossanlage bilden ein unregelmäßiges Vieleck, das allseitig von einer aus Haustein und Ziegel (französisch brique et pierre) errichteten Ringmauer umgeben ist. Ihr Mauerwerk besitzt durch die verschiedenfarbigen Materialien ein Schachbrettmuster. Hofseitig besaß die Mauer früher einen hölzernen Wehrgang, der zur Außenseite durch Zinnen geschützt war. 1829 wurde ein Teil der ursprünglichen Ringmauer niedergelegt, um Platz für den Bau einer Straße zu machen. Vor den Veränderungen unter Bertin de Silly befand sich der Haupteingang im Norden in einem mächtigen, viereckigen Torturm, von dem heute aber nur noch ein ruinöser Teil erhalten ist. Früher besaß er etwa das Dreifache der heutigen Grundfläche.
Das heutige Logis besteht aus einem viergeschossigen, wohnturmartigen Gebäude mit Walmdach. Es ist der südliche Teil des früher zweiteiligen Wohnbaus, dessen zwei Partien durch einen hofseitigen, unten fünfeckigen und oben achteckigen Treppenturm miteinander verbunden waren. Der ursprüngliche nördliche Teil wurde aber 1820 durch einen niedrigen Gebäudeflügel ersetzt. Teile des südlichen Gebäudekerns könnten – ebenso wie der einstige Torturm – noch in die Zeit Ende des 14. oder Anfang des 15. Jahrhunderts datieren. Die übrige Bausubstanz stammt jedoch vom Ende des 15./Anfang des 16. Jahrhunderts.
Der Zugang zum Schloss befindet sich heute an der Südwest-Ecke. Das Portal besitzt eine korbbogige Tordurchfahrt und eine danebenliegenden Schlupfpforte, die an beiden Seiten von Rundtürmen flankiert werden. Zwischen Portal und Logis durchbricht ein zweistöckiges Gebäude mit nahezu quadratischem Grundriss die Ringmauer. Das Gewölbe in seinem ersten Obergeschoss deutet darauf hin, dass sich dort früher die Schlosskapelle befunden hat.
Außerhalb des mauerumringten Schlossareals steht im Südwesten ein großer, achteckiger Taubenturm aus dem 16. Jahrhundert mit polygonalem Helm und 1500 Nisthöhlen im Inneren. Sein Mauerwerk wiederholt das Schachbrettmuster der Ringmauer.